# Fabian Dammermann
Fabian Alexander Dammermann (* 19. Oktober 1997) ist ein deutscher Leichtathlet, der sich auf den Langsprint spezialisiert hat.

## Karriere
Dammermann wurde im Februar 2016 über 400 Meter Deutscher Jugendmeister in der Halle. In der folgenden Sommersaison gelang ihm mit der deutschen 4-mal-400-Meter-Staffel der Männer bei den U20-Weltmeisterschaften 2016 ein fünfter Platz.
2017 folgte mit dieser Staffel bei den U23-Europameisterschaften ein vierter Platz.
Bei den Deutschen Meisterschaften und den Deutschen Hallenmeisterschaften 2018 gewann er jeweils die Bronzemedaille über 400 Meter. In der U23 lief Dammermann zum Deutschen Meistertitel.
International sicherte er sich in diesem Jahr im Londoner Olympiastadion mit der deutschen 4-mal-400-Meter-Staffel beim Weltcup Bronze. Im Berliner Olympiastadion wurde er Achter bei den Europameisterschaften über 4-mal 400 Meter der Männer. Auf einen Einzelstart, den Dammermann sich mit 45,94 s und der Erfüllung der EM-Norm gesichert hatte, verzichtete Dammermann zugunsten der Staffel.
Er gewann eine Goldmedaille bei den U23-Europameisterschaften 2019 in der 4-mal-400-Meter-Staffel der Männer.
Bei den Deutschen Meisterschaften 2024 gewann er die Silbermedaille über 400 Meter.
Er war Ersatzläufer für die 4-mal-400-Meter Staffel der Männer bei den Europameisterschaften 2022, den Weltmeisterschaften 2023 und den Olympischen Sommerspielen 2024, blieb aber jeweils ohne Einsatz.
Zum Ende der Hallensaison 2025 führte Dammermann die deutsche Bestenliste mit 46,71 s an. Bei den Deutschen Meisterschaften stürzte er in aussichtsreicher Position 30 Meter vor dem Ziel.

## Ehrungen/Auszeichnungen
- 2015: Osnabrücker Team des Jahres (4 × 400-m-U20-Staffel der LG Osnabrück mit Fabian Dammermann, Kimon Kassis, Felix Hasselmann, Dennis Aisch)
- 2016: Osnabrücker Team des Jahres (4 × 400-m-U20-Staffel der LG Osnabrück mit Robin Mellenthin, Finn Stuckenberg, Felix Hasselmann, Fabian Dammermann)
- 2016: Niedersächsischer Nachwuchsleichtathlet des Jahres
- 2018: Osnabrücker Sportler des Jahres
- 2018: Niedersächsischer Leichtathlet des Jahres
- 2019: Niedersächsischer Leichtathlet des Jahres
- 2024: Niedersächsischer Leichtathlet des Jahres.